# Хлюдзинский (герб)
Хлюдзинский (пол. Chludziński) — польский дворянский герб.

## Происхождение герба
Вариация герба Холева. Отличием от оригинального герба является расположение меча — остриём вверх. В указанном начертании герб известен с 1825 года.
|                                                 | Chludzieński, ziemia łomżyńska 1413 r; piszą się także Chludziński. Są gałęzią Lasockich; w herbie mają miecz ostrzem w górę skierowany. Udowodnili pochodzenie szlacheckie 1825 r. w Królestwie Polskiem. (пол.) |  | Хлюдзенские, земля ломжинская 1413 г.; пишутся также Хлюдзинские. Являются ветвью Ласоцких; в гербе имеют меч, остриём вверх направленный. Доказали происхождение шляхетское 1825 г. в Королевстве Польском. |  |
| Zbigniew Leszczyc: Herby szlachty polskiej, T.1 | |  | |  |

## Описание герба
|                                                       | W polu czerwonym między dwiema klamrami srebrnymi barkami do siebie – miecz ostrzem do góry. Nad helmem w koronie trzy piora strusie. (пол.) |  | В поле червоном между двумя скобами серебряными друг от друга обращёнными – меч острием вверх. Над шлемом в короне три пера страусовых. |  |
| Juliusz Ostrowski: Księga herbowa rodów polskich, T.2 | |  | |  |

В Гербовнике дворянских родов Царства Польского герб описан как Холева 2: В красном поле меч с золотой рукояткой остриём вверх, между двумя скобами обращёнными наружу. В навершии шлема три страусовых пера.

## Род — владелец герба
Хлюдзинские (Chludziński, Chludzieński).